# Acacia pachypoda
Acacia pachypoda är en ärtväxtart som beskrevs av Bruce R. Maslin. Acacia pachypoda ingår i släktet akacior, och familjen ärtväxter. Inga underarter finns listade i Catalogue of Life.